# Gefecht bei Ölper (1809)
Das Gefecht bei Ölper fand am 1. August 1809 zwischen Truppen des napoleonischen Königreichs Westphalen und der Schwarzen Schar unter Herzog Friedrich Wilhelm von Braunschweig-Oels bei dem Dorf Ölper nahe Braunschweig statt.

## Die Vorgeschichte
Bei der Schlacht bei Jena und Auerstedt war Herzog Karl Wilhelm Ferdinand von Braunschweig tödlich verwundet worden. Auf dem Sterbebett erklärte er seinen Sohn Friedrich Wilhelm zu seinem Nachfolger. Obwohl das Herzogtum Braunschweig-Wolfenbüttel im Konflikt gegen Napoleon neutral geblieben war (der Herzog nahm in der Funktion als Oberbefehlshaber der preußischen Truppen an der Schlacht teil), erklärte 1807 der französische Kaiser, das Haus Braunschweig habe aufgehört zu regieren, löste das Herzogtum auf und machte es zu einem Teil (das „Département Oker“) des Königreichs Westphalen.

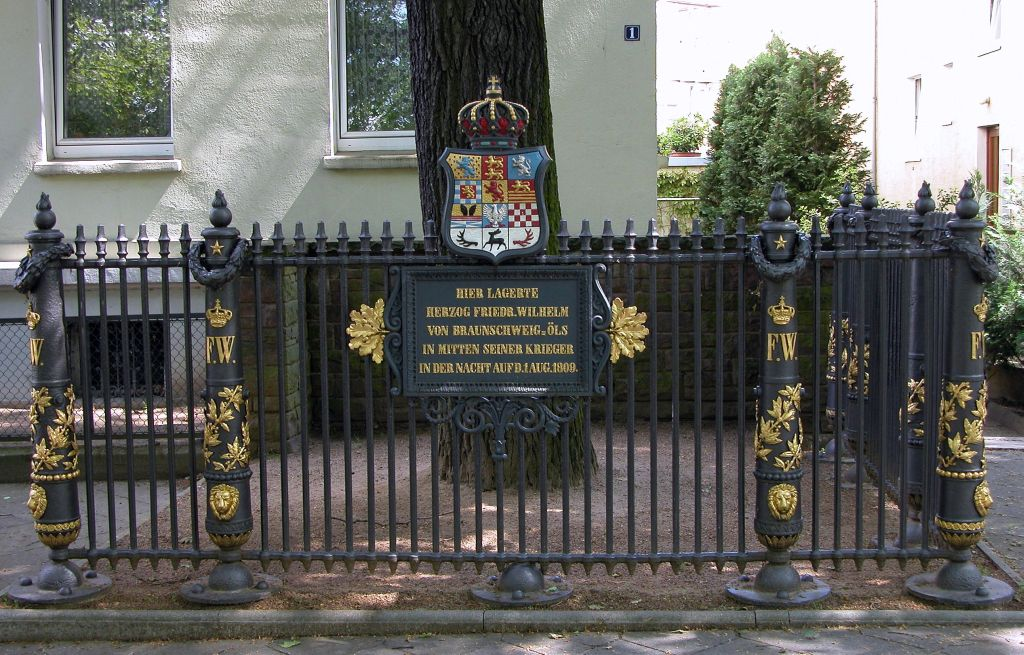
Die Friedrich-Wilhelm-Eiche auf dem Petritorwall in Braunschweig (Ecke „Am Neuen Petritore“), unter welcher der Schwarze Herzog in der Nacht vor dem Gefecht gelagert haben soll.

Friedrich Wilhelm, der das nicht ohne Gegenwehr hinnehmen wollte, bot Kaiser Franz I. von Österreich seine Dienste an und sicherte ihm in der Konvention von Wien am 25. Februar 1809 ein Kontingent von 2.000 Mann zu, das er auf eigene Kosten ausrüstete. Wegen ihrer schwarzen Uniform nannte man diese Truppe auch die Schwarze Schar.
Nachdem Österreich nach der Schlacht bei Wagram mit Napoleon Frieden geschlossen hatte, beschloss Friedrich Wilhelm, mit seinen Truppen auf eigene Faust durch Norddeutschland zu ziehen, an der Nordsee nach England einzuschiffen und an der Seite Englands weiter gegen Napoleon zu kämpfen.
Nach der Einnahme Halberstadts am 29. Juli erreichten die Schwarze Schar und ihr Anführer am 31. Juli Braunschweig. Dieser wurde freudig von der Bevölkerung begrüßt, erhielt jedoch bereits am nächsten Morgen die Meldung, dass sich eine 5.000 Mann starke westphälische Division unter General Reubell von Norden der Stadt näherte.

## Ablauf

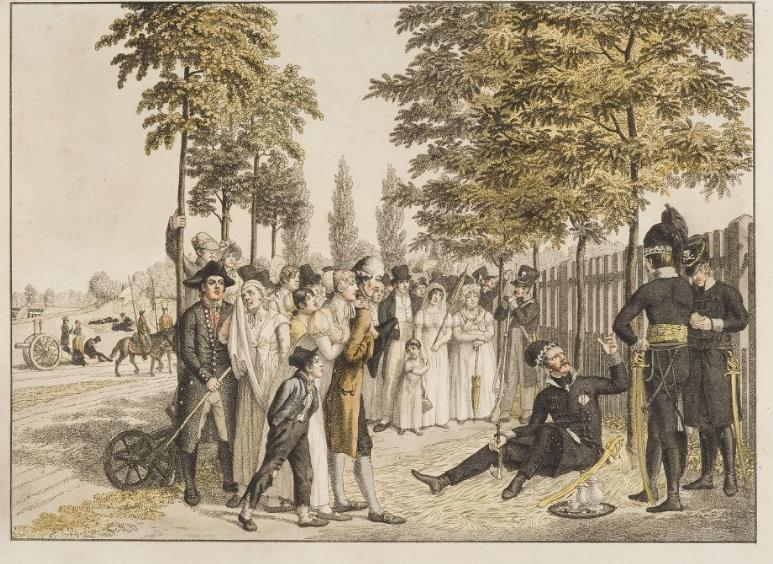
Zeitgenössischer Kupferstich: Biwak vor Braunschweig am Tag vor dem Gefecht. Heutiger Zustand, s. Foto oben: „Friedrich-Wilhelm-Eiche“.

Die sich in Unterzahl befindende Schwarze Schar wurde zusätzlich durch eine von Halberstadt anrückende holländische Division bedroht. Um nicht zwischen beide Divisionen zu geraten, beschloss Friedrich Wilhelm, sich den Westphalen nördlich von Braunschweig, bei der Ortschaft Ölper zu stellen, um danach nach Norden durchbrechen zu können.
Gegen 14 Uhr rückte die Schwarze Schar, verstärkt um etwa 200 Braunschweiger Bürger, die mit erbeutetem Material aus Halberstadt ausgestattet worden waren, nach Ölper aus und ging dort in Stellung. Major Korfes zerstörte die Übergänge über die Oker, um Flankenangriffe des Gegners zu verhindern.

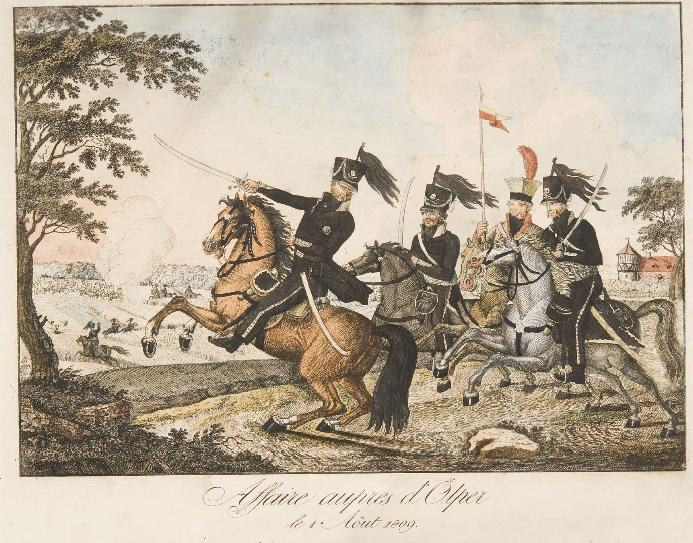
Zeitgenössischer Kupferstich: Der Schwarze Herzog im Gefecht bei Ölper.

Eine Stunde später erschienen die Truppen Reubells bei Ölper, die an der Spitze reitenden Ersten westphälischen Kürassiere wurden sofort unter Feuer genommen und zogen sich zurück. Dem nun vorrückenden Ersten westphälischen Infanterieregiment überließ Friedrich Wilhelm das Dorf Ölper, indem er seine Truppen nach Süden zurückzog und bei der auf einer Anhöhe postierten Artillerie sammelte. Von dort konnten sie die weiter vorgehende westphälische Infanterie zurückwerfen.
Nun gingen die Braunschweiger mit Friedrich Wilhelm an der Spitze zum Gegenangriff über, in dessen Verlauf das Pferd Friedrich Wilhelms getötet wurde, er selbst aber unverletzt blieb. Als jedoch Hauptmann von Rabiell, der Kommandant einer der vorrückenden Kompanien, fiel, beendete Friedrich Wilhelm den Rückeroberungsversuch Ölpers.
Auch ein unmittelbar folgender Angriff der Westphalen scheiterte. Die kühne Gegenattacke der Husaren unter Major Schrader fügte ihnen einigen Schaden zu und sorgte für große Unordnung in den Reihen der Westphalen.
Ein Artilleriegefecht zerstörte schließlich ein Braunschweiger Geschütz, doch zu weiteren Angriffen kam es nicht mehr. Zwar plante Friedrich Wilhelm einen nächtlichen Angriff, doch hatte Reubell das Dorf Ölper bereits geräumt.

## Verluste

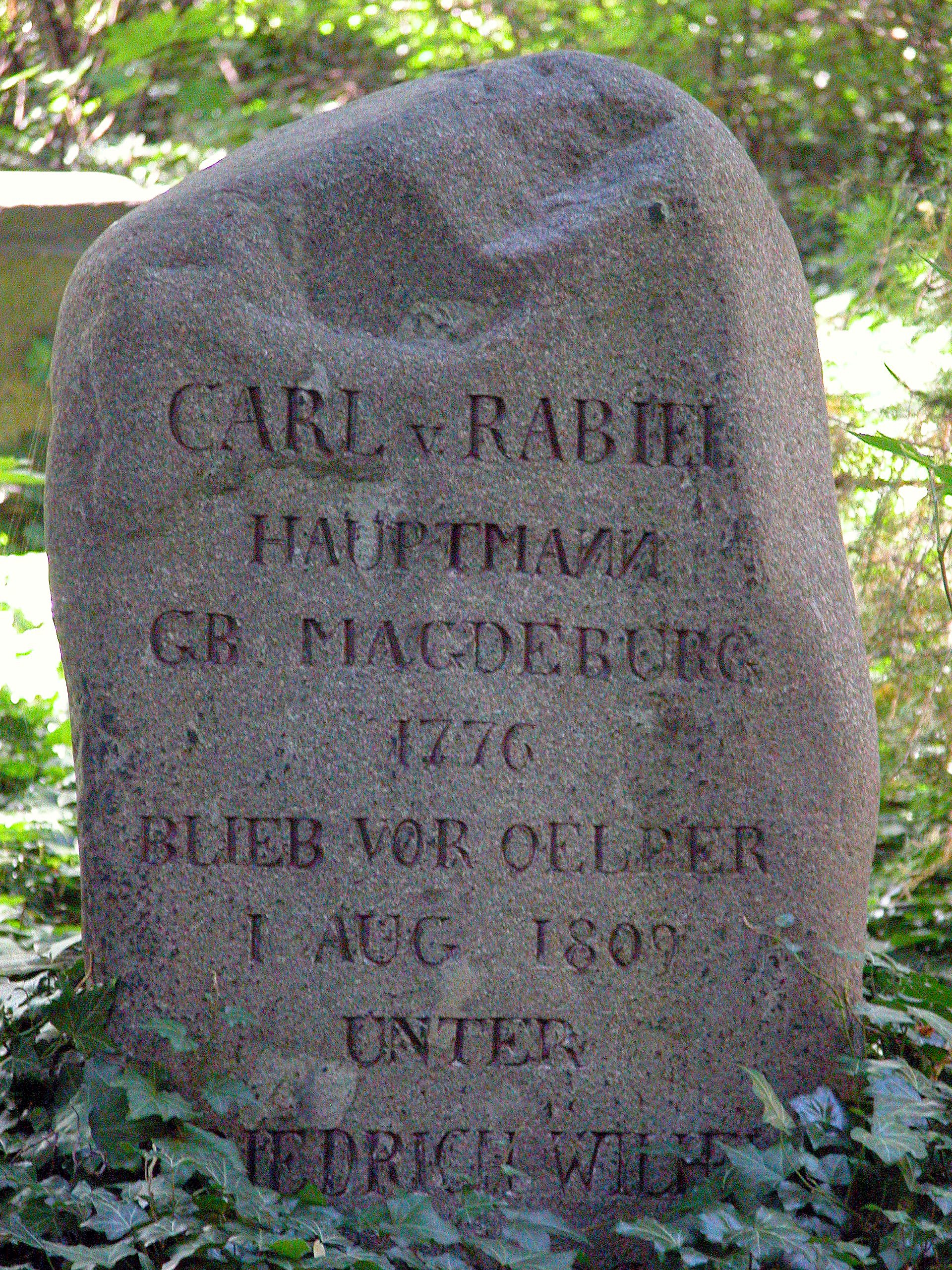
Grab des Hauptmanns Carl von Rabiel auf dem Friedhof des Kreuzklosters.

Die Verluste der zahlenmäßig weit überlegenen westphälischen Truppen werden mit 200 bis 500 Mann angegeben. Die Verlustangaben bei der Schwarzen Schar schwanken zwischen 40 (22 Tote und 18 Vermisste) und 86 (24 Tote und 62 Verwundete), vermutlich lagen sie aber höher.

## Ergebnisse und Folgen

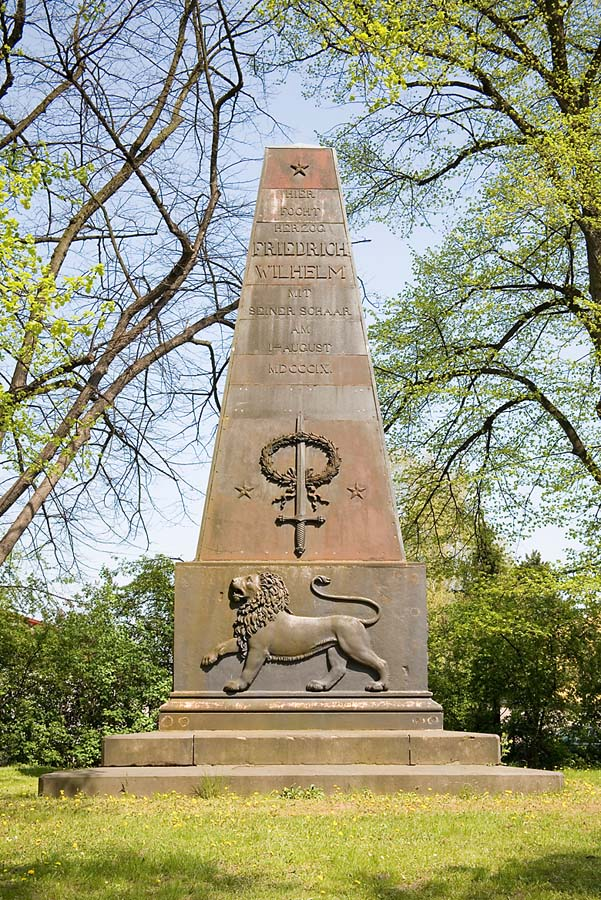
Obelisk zur Erinnerung an das Gefecht bei Ölper

Obwohl Friedrich Wilhelm einige taktische Fehler nachgesagt werden (Räumung Ölpers und danach Versuch der Rückeroberung, mangelnde Übersicht über die Gesamtlage und Kommando nur über einen kleinen Teil seiner Truppen), muss festgehalten werden, dass die Braunschweiger Truppen sich tapfer gegen einen zahlenmäßig überlegenen Feind behaupten konnten. Das lag zum einen an der größeren Kampferfahrung der Schwarzen und ihrer hohen Moral (sie hatten zuvor bei Halberstadt ein westphälisches Regiment besiegt), zum anderen am Zaudern Reubells. Auch wenn zum Ende des Tages die Westphalen das Schlachtfeld behaupteten, hatten sie Friedrich Wilhelm weder besiegt noch seinen weiteren Zug an die Nordsee aufgehalten. Nach Einbruch der Nacht zogen sie sich aus Ölper zurück.
In den Folgetagen marschierte Friedrich Wilhelm verfolgt von Reubells Richtung Westen. Über Peine, Burgdorf, Hannover, Nienburg und Delmenhorst erreichte er am 7. August Elsfleth. Von dort wurde die Schwarze Schar über Helgoland, Isle of Wight und Guernsey und nach Irland verschifft.
Gemäß einer Vereinbarung mit der britischen Regierung musste Friedrich Wilhelm in London bleiben, während sein Korps von 1810 bis 1814 als Teil der britisch-portugiesischen Armee unter dem Befehl Wellingtons in Portugal und Spanien kämpfte. Auf Fürsprache Friedrich Wilhelms durften mit britischem Sold seine Mitkämpfer Eugen und Moritz von Hirschfeld, dem er in London die Offiziersprüfung abgenommen hatte, auf eigenen Wunsch ihren Kampf gegen Napoleon in der spanischen Armee fortsetzen.
Zu General Reubells Rolle bleibt ungeklärt, ob er nur zauderte oder zudem die gegnerische Truppenstärke überschätzte. Nach eigenem späteren Bekunden hatte er Friedrich Wilhelm jedoch willentlich entkommen lassen. Als Grund dafür wird eine geheime Order Königin Katharinas von Westphalen vermutet, einer Nichte von Friedrich Wilhelm. Jedenfalls konnte sich Reubell durch die Flucht nach England und Baltimore der Verhaftung auf Befehl Napoleons entziehen, möglicherweise gewarnt von seinem langjährigen Freund König Jérôme.
Herzog Carl II. und Herzog Wilhelm, die Söhne des Schwarzen Herzogs, stifteten 1824 ein Ehrenkreuz für 1809, das den Teilnehmern verliehen wurde.

## 2019: Fund eines Massengrabes

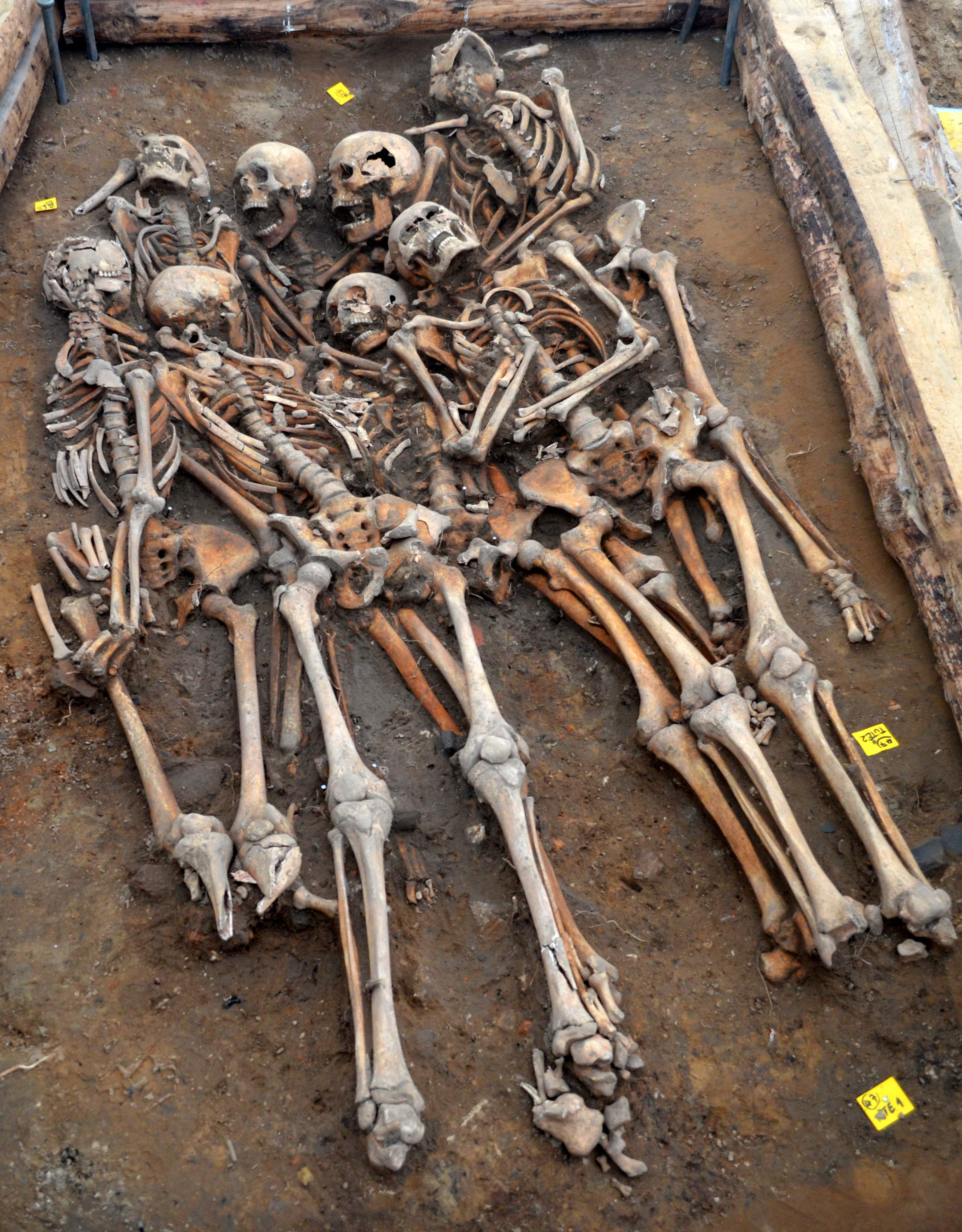
Ein Anfang 2019 gefundenes Grab mit acht männlichen Skeletten

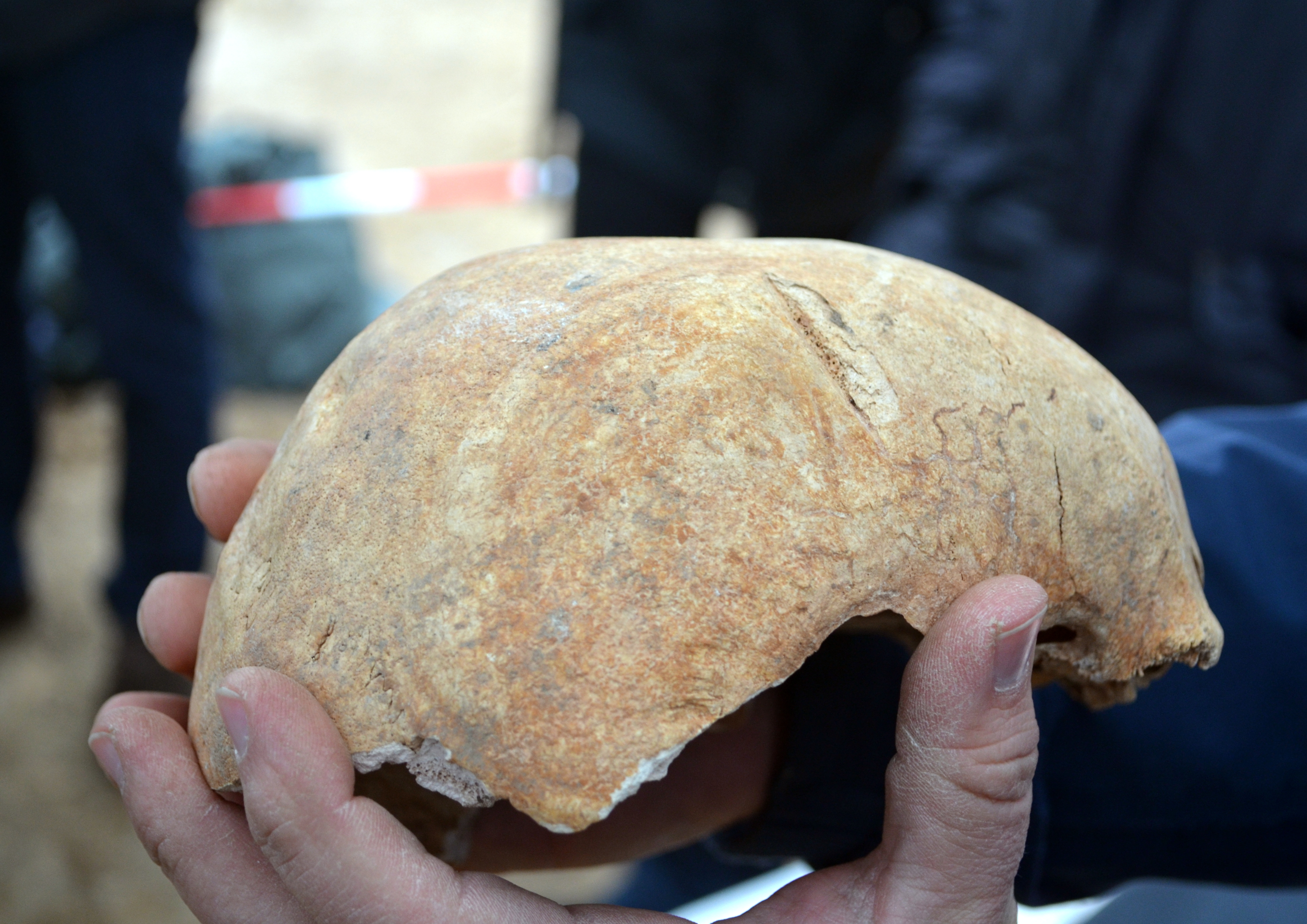
Unweit des Grabes gefundene Schädelkalotte mit einer deutlich sichtbaren schweren, höchstwahrscheinlich tödlichen Hiebverletzung durch einen Säbel

Anfang 2019 begannen Aushubarbeiten für den Bibliotheksneubau des nur knapp zwei Kilometer südlich des Schlachtfeldes gelegenen Georg-Eckert-Instituts. Da anzunehmen war, dass sich zumindest auf einem Teil des Baugrundstücks Reste eines aufgelassenen Friedhofs des ursprünglich auf der gegenüber liegenden Straßenseite befindlichen Kreuzklosters befanden, wurden die Arbeiten von Archäologen eines Grabungsunternehmens betreut.
Der zur Oker hin abschüssige südöstliche Teil des alten Friedhofs war bereits in der ersten Hälfte des 19. Jahrhunderts aufgegeben und mit Erde aufgeschüttet worden, um den Garten für die 1839 von Carl Theodor Ottmer dort errichtete Villa von Bülow anlegen zu können. Das aus dem 13. Jahrhundert stammende Kreuzkloster war durch den alliierten Bombenangriff am 15. Oktober 1944 vollständig zerstört worden.
Die z. T. dichtgedrängt liegenden mehreren Hundert Grabstellen stammen aus einem Zeitraum vom Spätmittelalter bis in das frühe 19. Jahrhundert. Tatsächlich wurden im Januar und Februar 2019 bereits mehrere Einzelgräber aller Altersklassen und unterschiedlichen Erhaltungsgrades gefunden und dokumentiert. Bei Grabungsende hatten die Archäologen Grabstätten von 570 bestatteten Personen dokumentiert.
Neben diesen Einzelgräbern wurde auch ein Massengrab entdeckt, das die vollständig erhaltenen Skelette von acht Männern im Alter zwischen 20 und 45 Jahren enthielt. Die Toten waren offensichtlich gleichzeitig und unbekleidet, ohne jedes Erkennungsmerkmal und „unordentlich“, z. T. aufeinander liegend, bestattet worden. Die Knochen aller acht Männer weisen jeweils eine ganze Reihe verschiedenster Verletzungen durch scharfe oder stumpfe Gewalteinwirkung auf. Besonders an den Oberkörpern und Köpfen konnten Verletzungen festgestellt werden, die auf die Einwirkung von Hieb- und Stichwaffen zurückzuführen sind. Auch wurden Verletzungen durch Metallsplitter und Bleikugeln gefunden.
In unmittelbarer Nähe des Massengrabes wurde außerdem die gut erhaltene Schädelkalotte eines einzelnen, geschätzt über fünfzigjährigen Mannes gefunden, der offensichtlich ebenfalls dort bestattet wurde. Das Artefakt weist gleich drei schwere Verletzungen auf, von denen zwei älter und verheilt waren, die letzte jedoch ein unverheilter und höchstwahrscheinlich tödlicher Hieb mit einem (Kavallerie-)Säbel war.
Sowohl die Fundsituation als auch die Art der verschiedenartigen Verletzungen jeweils durch schwere Gewalteinwirkung lassen in Verbindung mit der Datierung der Bestattung zwischen 1780 und 1840 auf Opfer einer kriegerischen Auseinandersetzung schließen. So gehen der vor Ort an den Ausgrabungen beteiligte Anthropologe Oliver Beykirch und der Archäologe Robert Brosch (vom Grabungsunternehmen) sowie der Archäologe Michael Geschwinde vom Niedersächsischen Landesamt für Denkmalpflege in Braunschweig und Henning Steinführer, Direktor des Stadtarchivs Braunschweig, davon aus, dass es sich bei den acht Männern um Gefallene des Gefechts bei Ölper handelt. Da bei den Toten allerdings keinerlei sonstige Erkennungsmerkmale wie z. B. Uniformreste oder Ausrüstungsgegenstände gefunden wurden, ist eine Zuordnung zu einer bestimmten Partei der sich in Ölper gegenüber gestandenen Verbände nicht möglich. Die sterblichen Überreste aller Grabstellen wurden geborgen und dem Braunschweigischen Landesmuseum übergeben, wo sie u. a. aus medizinhistorischer Sicht weiter untersucht werden sollen, da die große Anzahl der Personen in Verbindung mit dem langen Bestattungszeitraum (über 300 Jahre) einen umfassenden Einblick in Krankheitsbilder einer vormodernen Gesellschaft geben können.